# Józef Bryła
Józef Bryła (ur. 15 marca 1924, zm. 3 września 2006 w Zakopanem) – polski sportowiec, taternik, alpinista, himalaista, polarnik.

## Życiorys
Swoją przygodę ze sportem zaczynał od lekkoatletyki (biegał na długich dystansach, w latach 1953-1955 był zawodnikiem Kolejarza Szczecin) i narciarstwa. Posiadając doskonałą formę fizyczną, szukał wciąż nowych form realizowania się. W 1947 roku pojawił się po raz pierwszy w górach i w Dolinie Pięciu Stawów Polskich w Tatrach poznał Stanisława Grońskiego co zaowocowało w niedalekiej przyszłości. Był jednym z założycieli (obok m.in. Stanisław Grońskiego) Szczecińskiego Klubu Wysokogórskiego. Działał w składach Zarządu Sekcji Taternictwa (później Szczecińskiego Koła Klubu Wysokogórskiego i SKW), w Komisji Rewizyjnej i Dyscyplinarnej. Od początku działalności w Komisji Taternictwa (pierwsza nazwa SKW) zajmował się przygotowaniem kondycyjnym, czerpiąc z metod treningowych stosowanych w lekkoatletyce. Równocześnie ze wspinaczką uprawiał biegi i narciarstwo.
W 1954 r. z grupą podobnych mu zapaleńców zbudował skocznię narciarską na szczecińskim Golęcinie. W 1959 roku dokonał rekordowego zimowego przejścia grani Morskiego Oka w czasie 20 godzin. W 1961 roku wejściem na Kazbek (5047 m n.p.m.) w Kaukazie, poprawił ówczesny rekord wysokości szczecińskiego koła Klubu Wysokogórskiego.
Brał udział w pierwszej wyprawie koła w góry egzotyczne (Atlas Wysoki – 1969 r.). W tym samym roku w towarzystwie Wandy Rutkiewicz dokonał wejścia na Mont Blanc. W 1970 roku podczas wyprawy w Alpy Julijskie dokonał pierwszego przejścia kuluaru północnej ściany Site. Dwa lata później wytyczył trzy nowe drogi i wziął udział w wejściu na dziewiczy szczyt w górach Zagros w Iranie. W 1973 roku brał udział w pierwszym przejściu północno-zachodniego trawersu Spitsbergenu. W następnym roku wziął udział w jedenastu pierwszych wejściach w górach wschodniej Grenlandii. Przez kolejne lata sukcesywnie działał w różnych górach świata: Hindukusz Afgański, Tatos, Himalaje (m.in. 1979 r. – 3 pierwsze wejścia na szczyty pięciotysięczne; 1986 r. – osiągnięcie wysokości ok. 7100 m na Annapurna South; 1989 – Diama w rejonie Nanga Parbat), Andy (samotne wejście na Huascarán), Spitsbergen, Kaukaz, Ałtaj Mongolski. Systematycznie wyjeżdżał w Tatry Polskie i Słowackie. Swoje bogate życie sportowe opisał w książce „Moje życie psie i rajskie” (Verbum, Szczecin 1994).
Był doceniany nie tylko w Klubie Wysokogórskim, w którym został wyróżniony pierwszym „Złotym Hakiem” za wieloletnią działalność alpinistyczną w Tatrach i górach świata, medalem z okazji 100-lecia Taternictwa (PZA) oraz nadaniem tytułu Członka Honorowego Szczecińskiego Klubu Wysokogórskiego. Odznaczony Krzyżem Armii Krajowej, Złotą Odznaką „Zasłużony Pracownik Morza”, Złotą Odznaką „Zasłużony Działacz Kultury Fizycznej”, Złotą Odznaką PTTK i Srebrną Odznaką Polskiego Związku Lekkiej Atletyki. Posiadał tytuł Honorowego Przodownika Turystyki Górskiej i Członka Honorowego Klubu Tatrzańskiego PTTK.
Zmarł 3 września 2006 roku w Zakopanem podczas drogi powrotnej do Szczecina, w którym został pochowany na cmentarzu Centralnym.